# 바위 습작, 크뢰즈
바위 연구, 크뢰즈: '르 블로크'(영어: Study of Rocks; Creuse: 'Le Bloc')은 프랑스의 인상주의 화가 클로드 모네의 1889년 작품이다. 캔버스에 유채로 그려졌으며 크기는 72.4 x 91.4cm이다.

## 상세
바위와 험준한 절벽으로 덮인 언덕을 묘사한 작품이다. 상단에는 구름이 있는 푸른 하늘이 차지하고 있고, 왼쪽에는 하늘을 배경으로 나뭇가지를 그려넣었다. 그림 속 위치는 프랑스 크뢰즈강의 두 수원이 만나는 지점 위로 솟아오른 바위이며, 모네가 크뢰즈주 프레슬린 마을 주변 풍경에서 영감을 받아 그린 스물 네 점의 연작 가운데 하나다.
본 그림은 1889년 6월 프랑스 파리의 조르주 프티 갤러리에서 오귀스트 로댕과의 공동전시회에 출품된 그림 14점 중 하나였다. 다니엘 빌덴슈타인에 따르면 1899년 모네는 이 그림을 조르주 클레망소에게 전해 주었다고 하나, 일찍이 1891년 전시 도록에서 소유자가 클레망소임을 밝히고 있다. 클레망소는 이 그림에 '르 블로크'(Le Bloc)라는 별칭을 붙였다.
1949년에는 영국 엘리자베스 2세 여왕의 모후인 엘리자베스 보우스라이언이 이 그림을 2,000파운드(2023년 가치로 89,253파운드)에 구입하였다. 2002년 사망 당시 그림의 가치는 약 1,500만 파운드로 추정됐다. 영국의 극작가이자 공연자인 노엘 카워드가 아마추어 화가 자격으로 이 작품을 보기 위해 클래런스 하우스를 특별 방문했다고 전해진다.
본 작품은 1990년 미국 매사추세츠주 보스턴 미술관에서 열린 특별전 〈90년대의 모네: 회화 연작〉에 대여 전시되었다. 당시 큐레이터인 폴 헤이스 터커(Paul Hayes Tucker)는 웅장한 그림이라는 평을 달았다. 이와 함께 1939년 영국의 화가 제럴드 켈리가 사본을 그렸으며, 현재는 개인 소장품으로 남아 있다.

## 같이 보기
- 클로드 모네의 작품 목록